# Yefrémov (óblast de Tula)
Yefrémov (del ruso: Ефремов) es una ciudad del óblast de Tula, en Rusia. Centro administrativo del rayón homónimo. Situada a orillas del río Krasívaya Mecha, afluente del Don, a 149 km al sur de Tula.

## Historia
Yefrémov fue fundad en 1637 como una fortificación para proteger las fronteras meridionales del Imperio ruso. Su nombre deriva del nombre ruso Yefrem, que probablemente fuera el del primer comandante de la fortaleza. A finales del siglo XVII la fortaleza pierde su importancia militar. Recibe el estatus de ciudad en 1777. A partir de la década de 1930, la ciudad se convierte en un centro importante de industrias químicas, en particular para la fabricación de caucho sintético. Durante la Segunda Guerra Mundial, Yefrémov es ocupada por las fuerzas alemanas el 23 de noviembre de 1941, siendo liberada por las tropas del Frente sudoeste del Ejército Rojo el 13 de diciembre del mismo año, en un contraataque en dirección a Yelets.

## Demografía
| 1897  | 1926   | 1939   | 1959   | 1970   | 1979   | 1989   | 1998   | 2002   | 2007   | 2009   |
| ----- | ------ | ------ | ------ | ------ | ------ | ------ | ------ | ------ | ------ | ------ |
| 9 000 | 10 000 | 26 700 | 28 700 | 48 200 | 53 000 | 56 740 | 55 100 | 47 256 | 43 800 | 41 187 |

## Cultura
La ciudad cuenta con un museo de historia local.

## Economía y transporte
Las principales empresas de Yefrémov son:
- OAO Yefrémovski Zavod Sinteticheskogo Kauchuka (ОАО Ефремовский завод синтетического каучука): Esta fábrica fue la primera de la Unión Soviética en producir caucho sintético, de butadieno, el 27 de mayo de 1933, gracias a los trabajos de Serguéi Lébedev. Emplea a 2700 trabajadores.[1][2]
- OAO Yefrémovski Jimzavod (OАО "Ефремовский химзавод"): ácido sulfúrico.
- OAO Yefrémovski Maslo-syrkombinat (ОАО "Ефремовский масло-сыркомбинат"): productos lácteos.

Es uno de los extremos de un ramal del gaseoducto Urengói-Úzhgorod.
En cuanto a los transportes, la ciudad está situada en la vía de ferrocarril abierta en 1874 que discurre por Moscú - Uzlovaya - Yelets - Valuiki.
La autopista rusa M4 entre Moscú - Vorónezh - Rostov del Don - Novorossisk pasa al este de la ciudad. En un segundo plano, desde esta última vía llegan a la ciudad las carreteras regionales R120 desde Oriol, R126 hacia Dankov y Riazhsk desde Riazán así como la R141 (conexión transversal entre Shchókino y Plavsk).

## Personalidades
- Iván Bunin, escritor.
- Konstantín Ivánov, director de orquesta.
- Vladímir Miasíshchev, diseñador de aviones.
- Pafnuti Chebyshov, matemático.

## Ciudades hermanadas
- Liptovský Mikuláš - Eslovaquia

## Galería

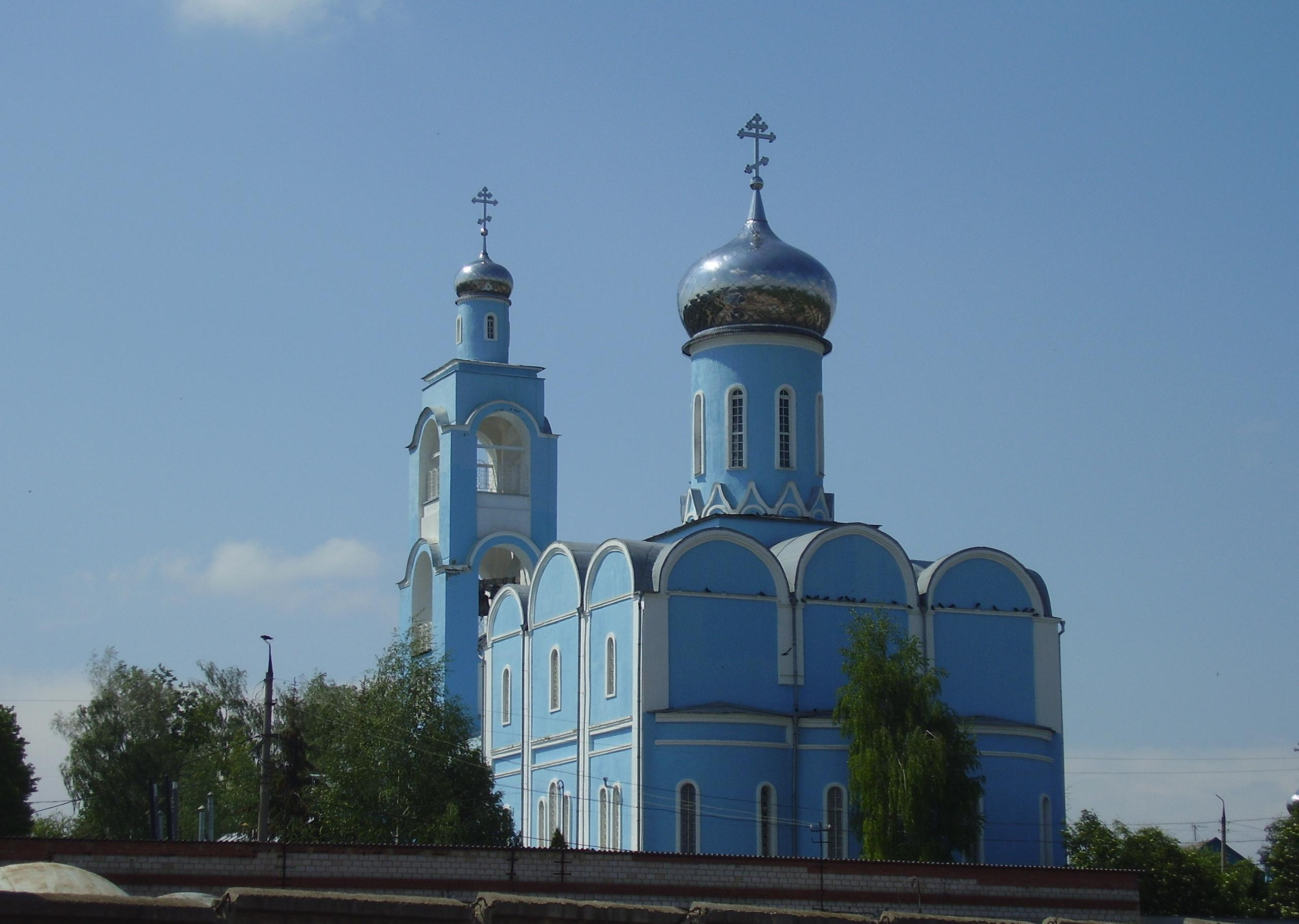
Iglesia del Icono de la Madre de Dios.
Iglesia de la Santísima Trinidad.
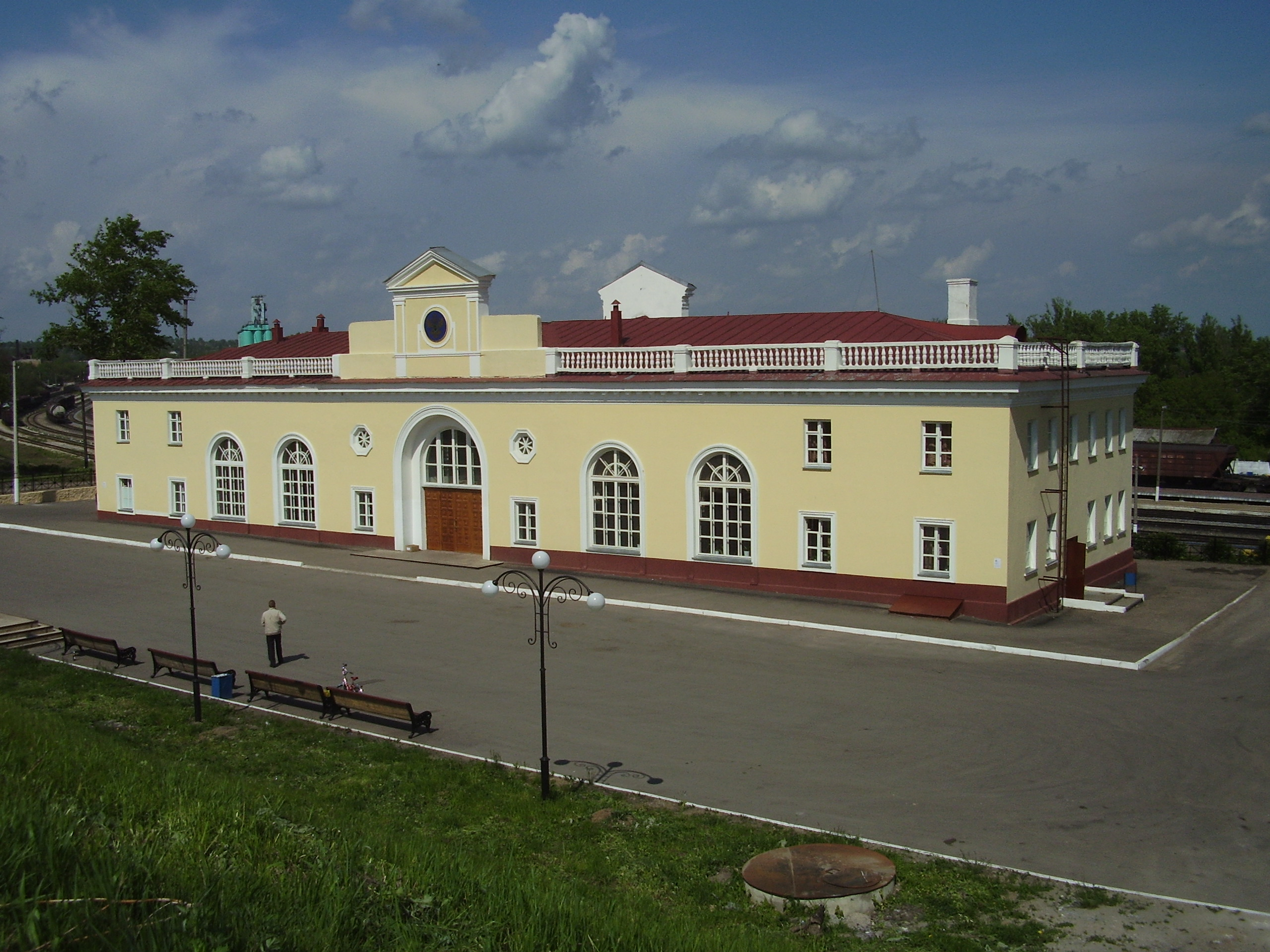
Estación de trenes de Yefrémov.
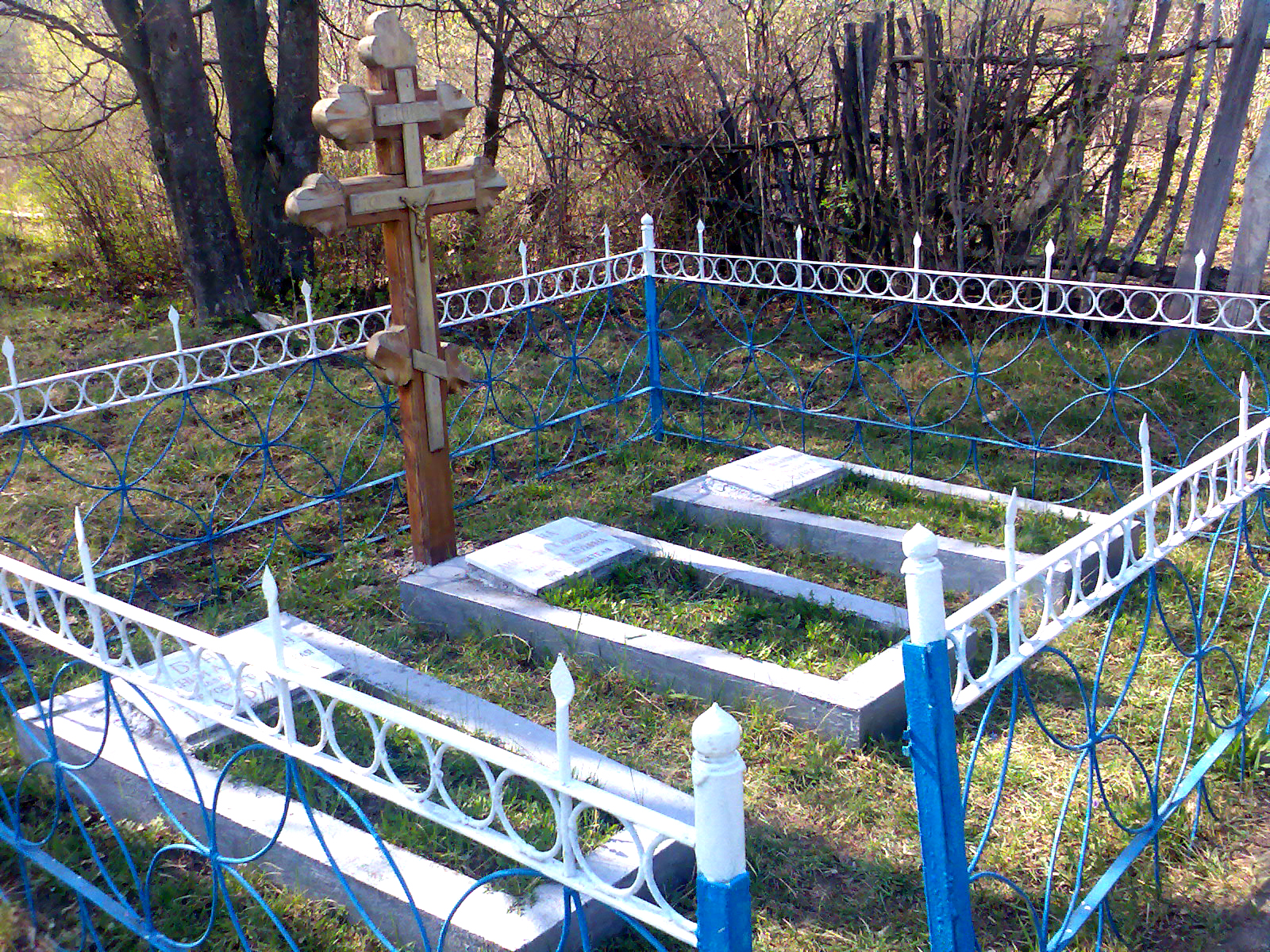
Tumba de la familia de Bunin.
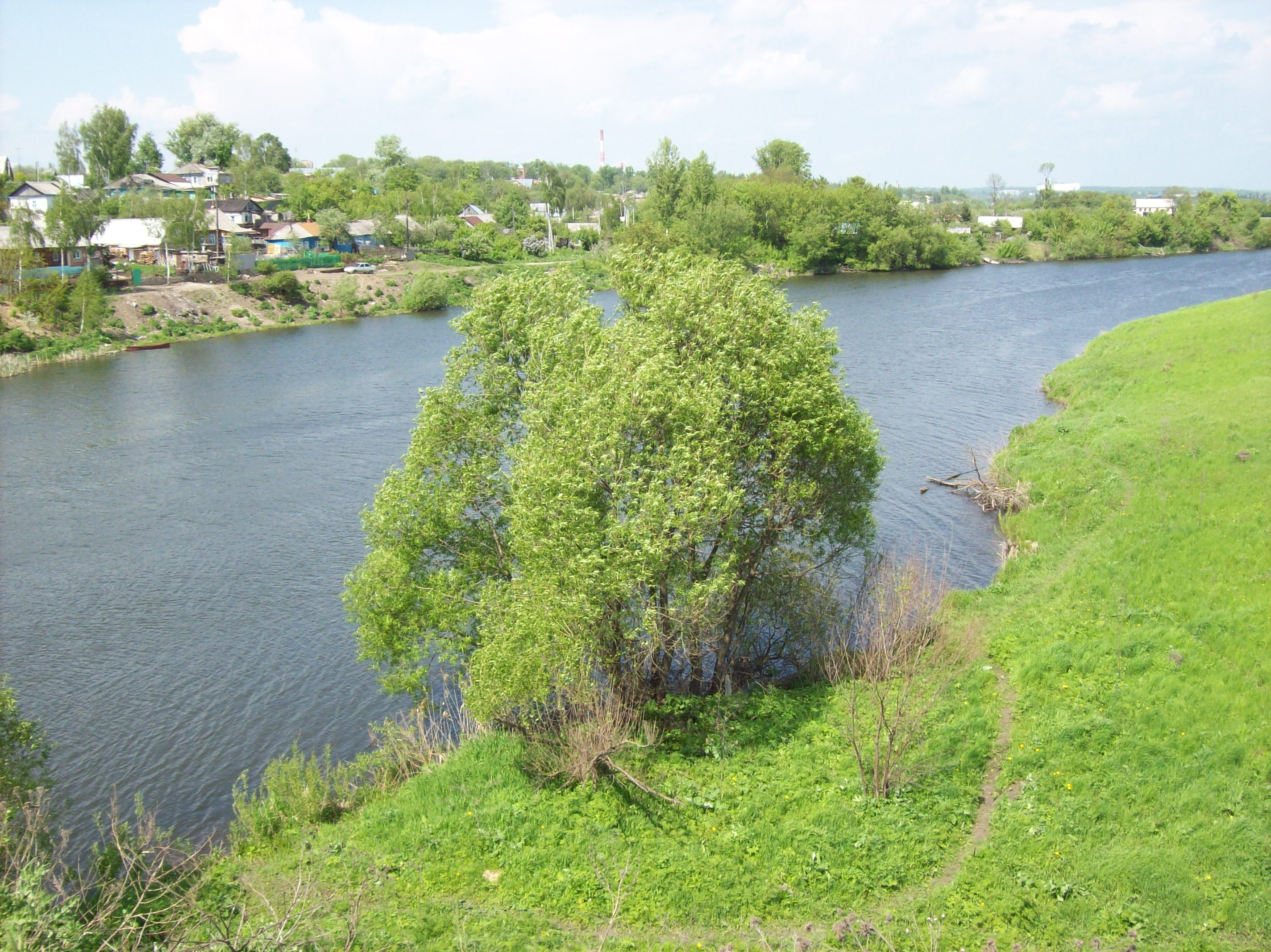
El Krasívaya Mecha a su paso por Yefrémov.